# La Broque
La Broque est une commune française située dans la circonscription administrative du Bas-Rhin en région Grand Est. Depuis le 1er janvier 2021, elle fait partie de la Collectivité européenne d'Alsace.
Cette commune se trouve dans la région historique et culturelle d'Alsace (malgré une appartenance historique à la Lorraine).  En 2018, elle compte 2 646 habitants.

## Géographie

### Localisation
Située dans la vallée de la Bruche, La Broque est au centre de l'agglomération formée avec les communes voisines de Schirmeck et de Rothau, qui compte près de 6 000 habitants.
|                  | Schirmeck | Barembach |
| Grandfontaine    | La Broque | Rothau    |
| Le Saulcy Vosges | Plaine    | Solbach   |

### Géologie et relief
Outre le bourg, la commune compte de nombreux quartiers, hameaux ou lieux-dits :
- Albet (anciennement Albay), aggloméré au bourg de La Broque, séparé du lieu-dit la Claquette par un ruisseau portant son nom ;
- la Claquette, adossée à Xurpon (montagne où passe le tunnel ferroviaire) et également agglomérée au bourg de La Broque, comporte ses propres écoles maternelle et primaire, et est desservie par le code postal 67570, différent de celui du bourg (67130). Son histoire est très liée à celle de Rothau dont elle est directement voisine. Cette annexe, simple lieu-dit au départ, s'est réellement développée à partir de l'ère industrielle. Sa localisation en pleine vallée la situait à proximité de plusieurs établissements textiles à proximité (Steinheil et la Rubanerie) ;
- Fréconrupt, haut perché sur une colline surplombant l'agglomération ;
- Malplaquet, lieu-dit éloigné dans les massifs forestiers ;
- Neuves-Maisons, se trouvant au parc d'Albay et ses alentours. Cette annexe se fond aujourd'hui dans La Claquette et La Broque ;
- le Pont des Bas, plaine isolée du bourg qui s'étend de la sortie de Rothau côté du pont de la charité jusqu'au croisement de la RD 1420 et de la RD 196. Dans cette plaine se trouvent également la desserte ferroviaire reliant Rothau et Fouday, la RD 1420 et la Bruche qui sépare le lieu-dit et le territoire communal de Rothau ;
- les Quelles, isolées dans la forêt, en frontière avec le Bambois, lieu-dit appartenant à la commune de Plaine ;
- Salm, qui comporte les ruines du château de Salm (cf. ci-dessous) ;
- Vacquenoux, séparé par le Framont du lieu-dit Wackenbach faisant partie de Schirmeck ;
- Vipucelle, lieu-dit situé au sud de La Broque, aujourd'hui mélangé à l'agglomération. C'est le lieu de la vallée dont on connaît aujourd'hui la plus ancienne mention, dans le haut Moyen Âge. Certains habitants de la vallée appellent ce lieu-dit le Christ car une statue du calvaire y figure en bas des ruelles.
- Hydrogéologie et climatologie : Système d’information pour la gestion de l’Aquifère rhénan, par le BRGM :

Territoire communal : Occupation du sol (Corinne Land Cover); Cours d'eau (BD Carthage),
Géologie : Carte géologique; Coupes géologiques et techniques,
 Hydrogéologie : Masses d'eau souterraine; BD Lisa; Cartes piézométriques.

### Hydrographie
La commune est dans le bassin versant du Rhin au sein du bassin Rhin-Meuse. Elle est drainée par la Bruche, le ruisseau de Framont, le ruisseau d'Albet, le ruisseau de Haymonru et le ruisseau du Grand Silet,.
La Bruche, d'une longueur de 77 km, prend sa source dans la commune de Urbeis et se jette  dans l'Ill à Strasbourg, après avoir traversé 37 communes.
Le ruisseau de Framont, d'une longueur de 12 km, prend sa source dans la commune de Grandfontaine et se jette  dans la Bruche à Schirmeck, après avoir traversé trois communes.

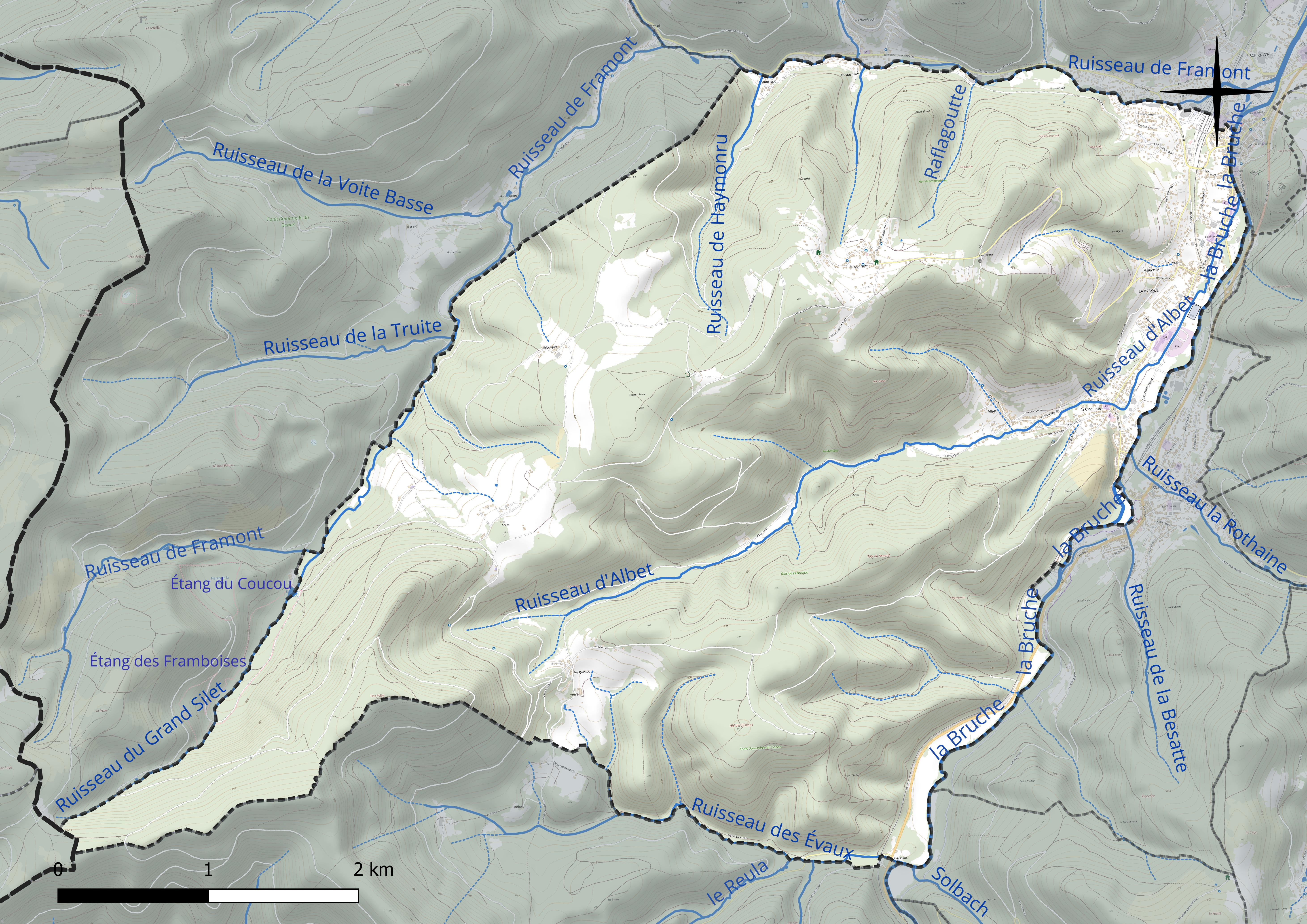
Réseau hydrographique de la Broque.

Deux plans d'eau complètent le réseau hydrographique : l'étang des Framboises, d'une superficie totale de 0,1 ha (0 ha sur la commune) et l'étang du Coucou, d'une superficie totale de 0,3 ha (0,1 ha sur la commune),.

### Climat
Pour des articles plus généraux, voir Climat du Grand Est et Climat du Bas-Rhin.
En 2010, le climat de la commune est de type climat des marges montargnardes, selon une étude du Centre national de la recherche scientifique s'appuyant sur une série de données couvrant la période 1971-2000. En 2020, Météo-France publie une typologie des climats de la France métropolitaine dans laquelle la commune est exposée à un climat semi-continental et est dans la région climatique Vosges, caractérisée par une pluviométrie très élevée (1 500 à 2 000 mm/an) en toutes saisons et un hiver rude (moins de 1 °C).
Pour la période 1971-2000, la température annuelle moyenne est de 10 °C, avec une amplitude thermique annuelle de 17 °C. Le cumul annuel moyen de précipitations est de 995 mm, avec 12,1 jours de précipitations en janvier et 10,7 jours en juillet. Pour la période 1991-2020, la température moyenne annuelle observée sur la station météorologique de Météo-France la plus proche, « Belmont », sur la commune de Belmont à 8 km à vol d'oiseau, est de 7,0 °C et le cumul annuel moyen de précipitations est de 1 341,9 mm. 
La température maximale relevée sur cette station est de 30,9 °C, atteinte le 5 juillet 2015 ; la température minimale est de −20,3 °C, atteinte le 20 décembre 2009,,.
Les paramètres climatiques de la commune ont été estimés pour le milieu du siècle (2041-2070) selon différents scénarios d'émission de gaz à effet de serre à partir des nouvelles projections climatiques de référence DRIAS-2020. Ils sont consultables sur un site dédié publié par Météo-France en novembre 2022.

## Urbanisme

### Typologie
Au 1er janvier 2024, La Broque est catégorisée petite ville, selon la nouvelle grille communale de densité à sept niveaux définie par l'Insee en 2022.
Elle appartient à l'unité urbaine de la Broque, une agglomération intra-départementale regroupant huit  communes, dont elle est ville-centre,,. La commune est en outre hors attraction des villes,.

### Occupation des sols
L'occupation des sols de la commune, telle qu'elle ressort de la base de données européenne d’occupation biophysique des sols Corine Land Cover (CLC), est marquée par l'importance des forêts et milieux semi-naturels (85,6 % en 2018), une proportion sensiblement équivalente à celle de 1990 (84,9 %). La répartition détaillée en 2018 est la suivante : 
forêts (80,5 %), zones urbanisées (8,5 %), prairies (5,8 %), milieux à végétation arbustive et/ou herbacée (5,1 %). L'évolution de l’occupation des sols de la commune et de ses infrastructures peut être observée sur les différentes représentations cartographiques du territoire : la carte de Cassini (XVIIIe siècle), la carte d'état-major (1820-1866) et les cartes ou photos aériennes de l'IGN pour la période actuelle (1950 à aujourd'hui).

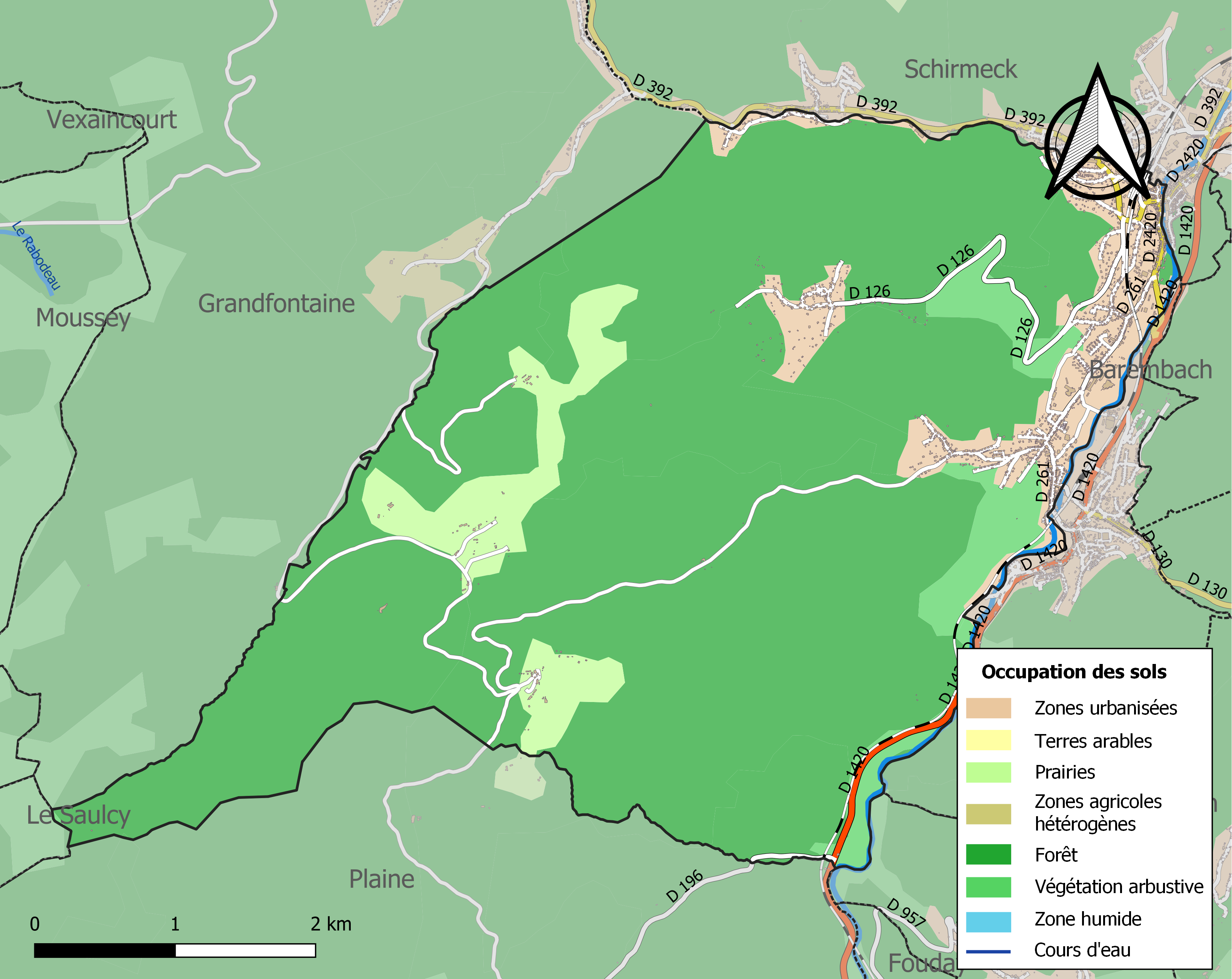
Carte des infrastructures et de l'occupation des sols de la commune en 2018 (CLC).

Commune bénéficiant d'un plan local d'urbanisme intercommunal.

### Voies de communications et transports

#### Voies routières
- D392 vers Schirmeck[19].
- A35.
- A352.

#### Transports en commun

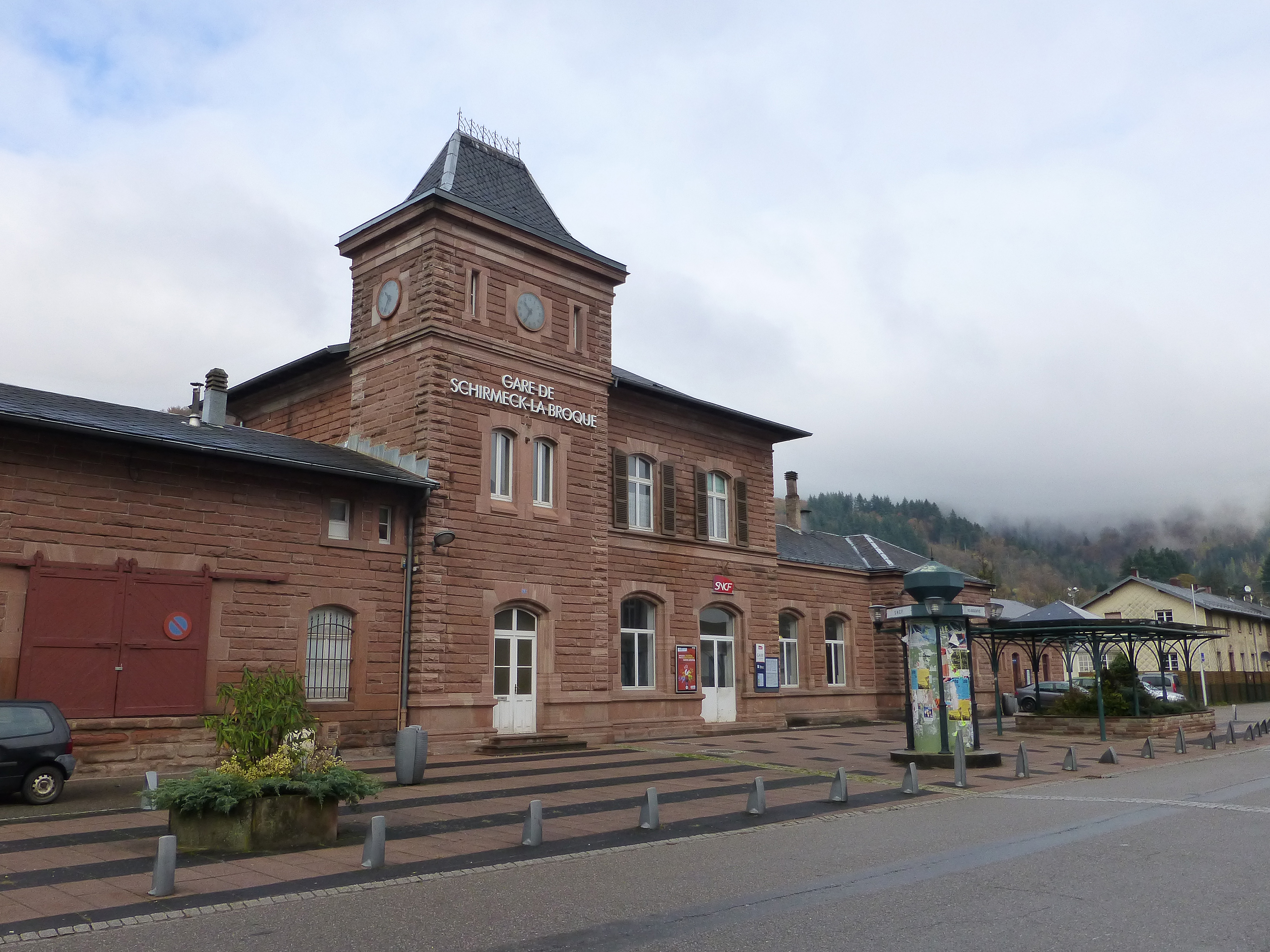
Gare de Schirmeck - La Broque.

- Transports en Alsace.
- Fluo Grand Est.

##### SNCF
- Gare de Schirmeck - La Broque
- Gare de Rothau
- Gare de Russ - Hersbach
- Gare de Wisches
- Gare de Fouday

### Risques majeurs

#### Risque sismique
Commune située dans une zone de sismicité 3 modérée.

## Toponymie
Du germanique vor « d'avant » + brücke « pont », francisé en La Broque. Ou de broccos qui signifie éperon, pointe. 

Vorbruck en 1623, La Broque en 1793, Vorbruck en 1871-1918.

## Histoire
À l’origine de La Broque se trouve un prieuré fondé au IXe siècle et dépendant de l’abbaye bénédictine de Senones. C'est l'origine la plus ancienne de toute la vallée : elle remonte à 826 avec le lieu-dit Vipucelle.
La commune faisait partie de la principauté de Salm (comté de Salm) jusqu'en 1789. Par la suite elle est annexée au département des Vosges de 1793 à 1871. 

Colonie de vacances scolaire en 1906 à Yqell.

Les premières filatures mécaniques de coton du département des Vosges sont fondées par l'Anglais John Heywood en 1806, pionnier du coton dans les Vosges, dont les installations industrielles seront par la suite reprises par la société du baron Aimé-Benoît Seillière (1776-1860) et son cousin Benoît-Aimé Seillière, puis le  fils de ce dernier, Nicolas-Ernest Seillière (1805-1865).
C'est sur le territoire de la commune que se trouvait le camp de concentration nazi connu sous le nom de camp de Schirmeck ou Vorbruck pendant la Deuxième Guerre mondiale. Ce camp n'a fait l'objet d'aucune mesure de conservation. Il se situait sur l'emplacement que traverse la rue du Souvenir.  Il se trouvait à proximité de celui du Struthof.

## Politique et administration

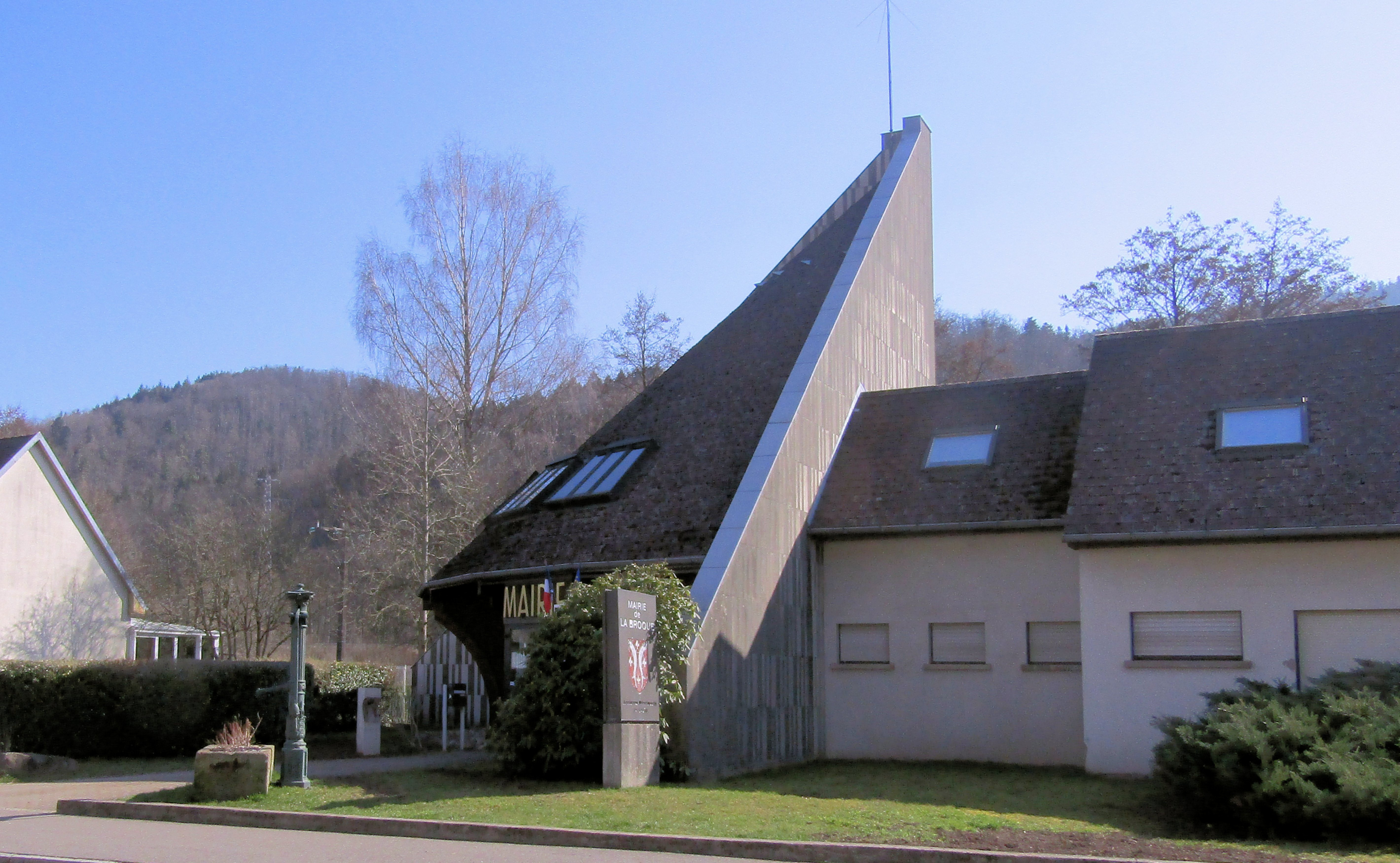
La mairie.

### Liste des maires
| Période                                  | Période                   | Identité                                                 | Étiquette   | Qualité                                                                    |
| ---------------------------------------- | ------------------------- | -------------------------------------------------------- | ----------- | -------------------------------------------------------------------------- |
| 1795                                     | 1799                      | Pierre Douvier                                           |             |                                                                            |
| Les données manquantes sont à compléter. |                           |                                                          |             |                                                                            |
| 1811                                     | 1817                      | Nicolas Schwebel                                         |             |                                                                            |
| Les données manquantes sont à compléter. |                           |                                                          |             |                                                                            |
| 1862                                     | 1865                      | Hubert-Benoni Sayer                                      |             |                                                                            |
| Les données manquantes sont à compléter. |                           |                                                          |             |                                                                            |
| 1918                                     | 1925                      | Ernest Marchal                                           |             | Industriel                                                                 |
| Les données manquantes sont à compléter. |                           |                                                          |             |                                                                            |
|                                          |                           | Julien Brignon (1899-1980)                               | RPF puis RS | Commerçant en eaux minérales Conseiller général de Schirmeck (1949 → 1955) |
| mars 1983                                | mars 2001                 | François Moser (1928-2015)                               | RPR         | Commerçant Conseiller général de Schirmeck (1985 → 1992)                   |
| mars 2001                                | En cours (au 31 mai 2020) | Jean-Bernard Pannekoecke, Réélu pour le mandat 2020-2026 | DVD         | Cadre en assurances Président de la CC de la Vallée de la Bruche (2020 → ) |

### Finances communales
En 2021, le budget de la commune était constitué ainsi :
- total des produits de fonctionnement : 1 887 000 €, soit 690 € par habitant ;
- total des charges de fonctionnement : 1 600 000 €, soit 585 € par habitant ;
- total des ressources d'investissement : 762 000 €, soit 279 € par habitant ;
- total des emplois d'investissement : 835 000 €, soit 305 € par habitant ;
- endettement : 2 878 000 €, soit 1 052 € par habitant.

Avec les taux de fiscalité suivants :
- taxe d'habitation : 15,20 % ;
- taxe foncière sur les propriétés bâties : 23,63 % ;
- taxe foncière sur les propriétés non bâties : 51,36 % ;
- taxe additionnelle à la taxe foncière sur les propriétés non bâties : 0,00 % ;
- cotisation foncière des entreprises : 0,00 %.

Chiffres clés Revenus et pauvreté des ménages en 2020 : médiane en 2020 du revenu disponible, par unité de consommation : 22 790 €.

### Intercommunalité
Commune membre de la Communauté de communes de la Vallée de la Bruche.

## Population et société

### Démographie

#### Évolution démographique
L'évolution du nombre d'habitants est connue à travers les recensements de la population effectués dans la commune depuis 1793. Pour les communes de moins de 10 000 habitants, une enquête de recensement portant sur toute la population est réalisée tous les cinq ans, les populations de référence des années intermédiaires étant quant à elles estimées par interpolation ou extrapolation. Pour la commune, le premier recensement exhaustif entrant dans le cadre du nouveau dispositif a été réalisé en 2004.

En 2022, la commune comptait 2 577 habitants, en évolution de −3,88 % par rapport à 2016 (Bas-Rhin : +3,17 %, France hors Mayotte : +2,11 %).
| 1793  | 1800  | 1806  | 1821  | 1831  | 1836  | 1841  | 1846  | 1851  |
| ----- | ----- | ----- | ----- | ----- | ----- | ----- | ----- | ----- |
| 1 350 | 1 321 | 1 365 | 1 572 | 2 023 | 2 253 | 2 392 | 2 578 | 2 253 |

| 1856  | 1861  | 1866  | 1871  | 1875  | 1880  | 1885  | 1890  | 1895  |
| ----- | ----- | ----- | ----- | ----- | ----- | ----- | ----- | ----- |
| 2 567 | 2 689 | 2 724 | 2 589 | 2 393 | 2 496 | 2 389 | 2 458 | 2 501 |

| 1900  | 1905  | 1910  | 1921  | 1926  | 1931  | 1936  | 1946  | 1954  |
| ----- | ----- | ----- | ----- | ----- | ----- | ----- | ----- | ----- |
| 2 811 | 3 057 | 3 248 | 2 889 | 3 055 | 2 920 | 2 935 | 2 884 | 2 937 |

| 1962  | 1968  | 1975  | 1982  | 1990  | 1999  | 2004  | 2006  | 2009  |
| ----- | ----- | ----- | ----- | ----- | ----- | ----- | ----- | ----- |
| 3 049 | 3 026 | 3 048 | 2 896 | 2 628 | 2 687 | 2 725 | 2 710 | 2 853 |

| 2014  | 2019  | 2022  | - | - | - | - | - | - |
| ----- | ----- | ----- | - | - | - | - | - | - |
| 2 716 | 2 629 | 2 577 | - | - | - | - | - | - |

#### Pyramide des âges
La population de la commune est plus âgée que celle du département. En 2020, le taux de personnes d'un âge inférieur à 30 ans s'élève à 31,2 %, soit un taux inférieur à la moyenne départementale (35,7 %). Le taux de personnes d'un âge supérieur à 60 ans (28,8 %) est supérieur au taux départemental (24,9 %).
En 2020, la commune comptait 1 302 hommes pour 1 307 femmes, soit un taux de 50,1 % de femmes, inférieur au taux départemental (51,35 %).
Les pyramides des âges de la commune et du département s'établissent comme suit :
| Hommes | Classe d’âge | Femmes |
| ------ | ------------ | ------ |
| 0,4    | 90 ou +      | 1,4    |
| 8,4    | 75-89 ans    | 12,2   |
| 16,8   | 60-74 ans    | 18,5   |
| 24,6   | 45-59 ans    | 22,6   |
| 16     | 30-44 ans    | 17     |
| 16,4   | 15-29 ans    | 14,7   |
| 17,5   | 0-14 ans     | 13,6   |

| Hommes | Classe d’âge | Femmes |
| ------ | ------------ | ------ |
| 0,6    | 90 ou +      | 1,6    |
| 6,6    | 75-89 ans    | 8,7    |
| 16,2   | 60-74 ans    | 16,7   |
| 20,7   | 45-59 ans    | 20     |
| 19     | 30-44 ans    | 18,8   |
| 19,5   | 15-29 ans    | 18,5   |
| 17,5   | 0-14 ans     | 15,7   |

### Enseignement
Établissements d'enseignements :
- École maternelle et primaire de La Claquette, La Broque. École maternelle et primaire de La Broque
- Collèges de La Broque.
- Lycées à Schirmeck

### Santé
Professionnels et établissements de santé :
- Médecins,
- Pharmacies,
- Hôpital à Schirmeck

### Cultes
- Culte catholique, Église Sainte Libaire[37], Diocèse de Strasbourg.

## Économie

### Entreprises et commerces

#### Agriculture
- Sylviculture et autres activités forestières.
- Agriculteurs[38], éleveurs.

#### Tourisme
- Chambres d'hôtes.
- Hôtels-restaurants.

#### Commerces
- Commerces et services de proximité[39].

## Culture locale et patrimoine

### Lieux et monuments
- Ruines du château de Salm où séjourna Jacques Bretel. C'est dans ce château que le trouvère écrivit sa dédicace du tournoi de Chauvency au comte Henri, qui l'y avait reçu début septembre 1285[40].

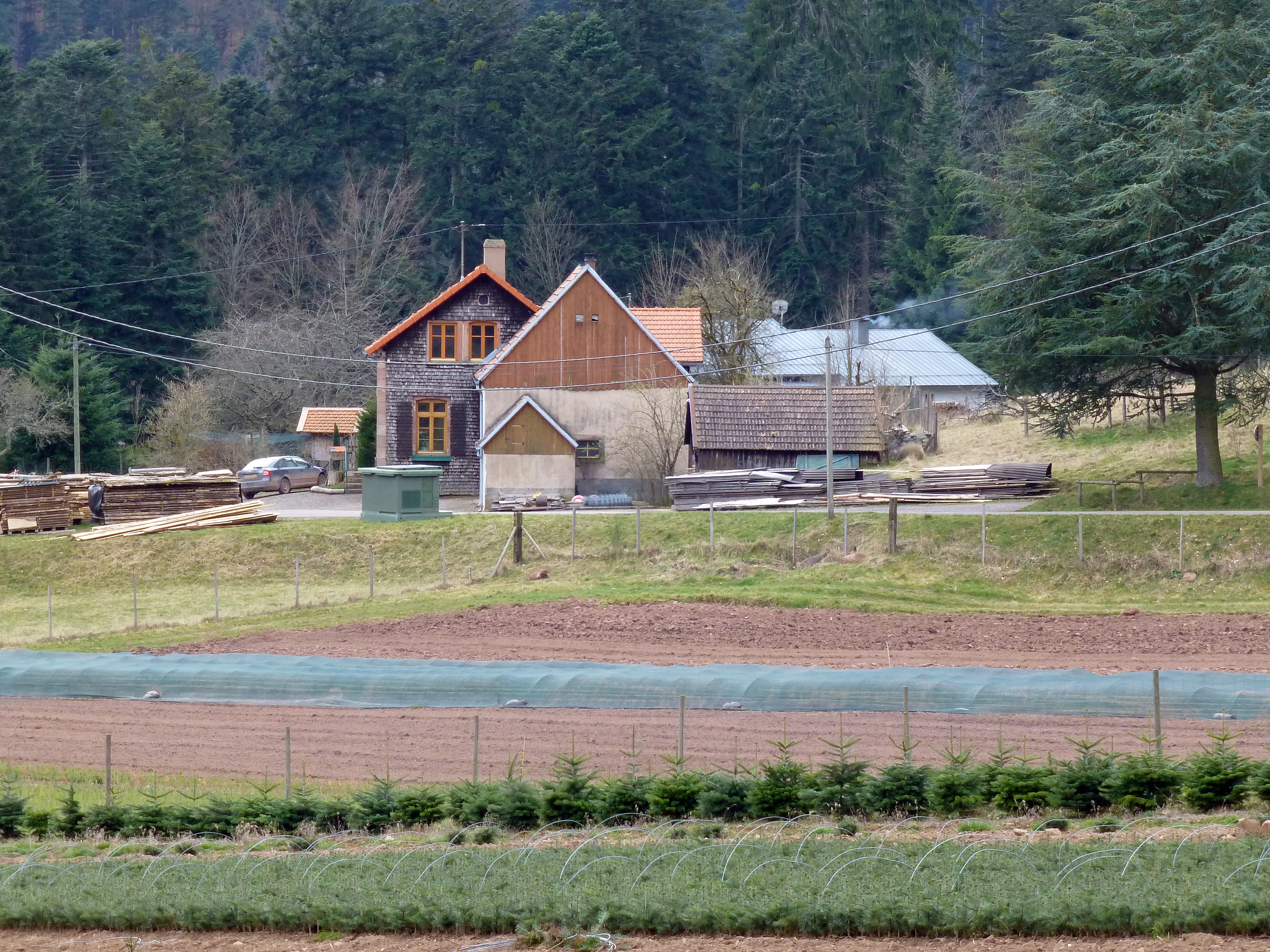
Maison forestière de Salm.

- Maison forestière de Salm.

Patrimoine religieux :
- Église Notre-Dame-du-Bon-Secours[41].
- Église paroissiale de l'Immaculée-Conception[42].

Orgue Abbey (1881), Müller (1965), Benoist & Sarélot (1981).
- Église luthérienne (EPCAAL)[44],[45].

Orgue de 1901 de la maison Gebrüder Link, transformé par la maison Muhleisen.
- Église paroissiale Sainte-Libaire et cimetière[47],[48].
- Chapelle Notre-Dame de Fréconrupt datant de 1880[49]

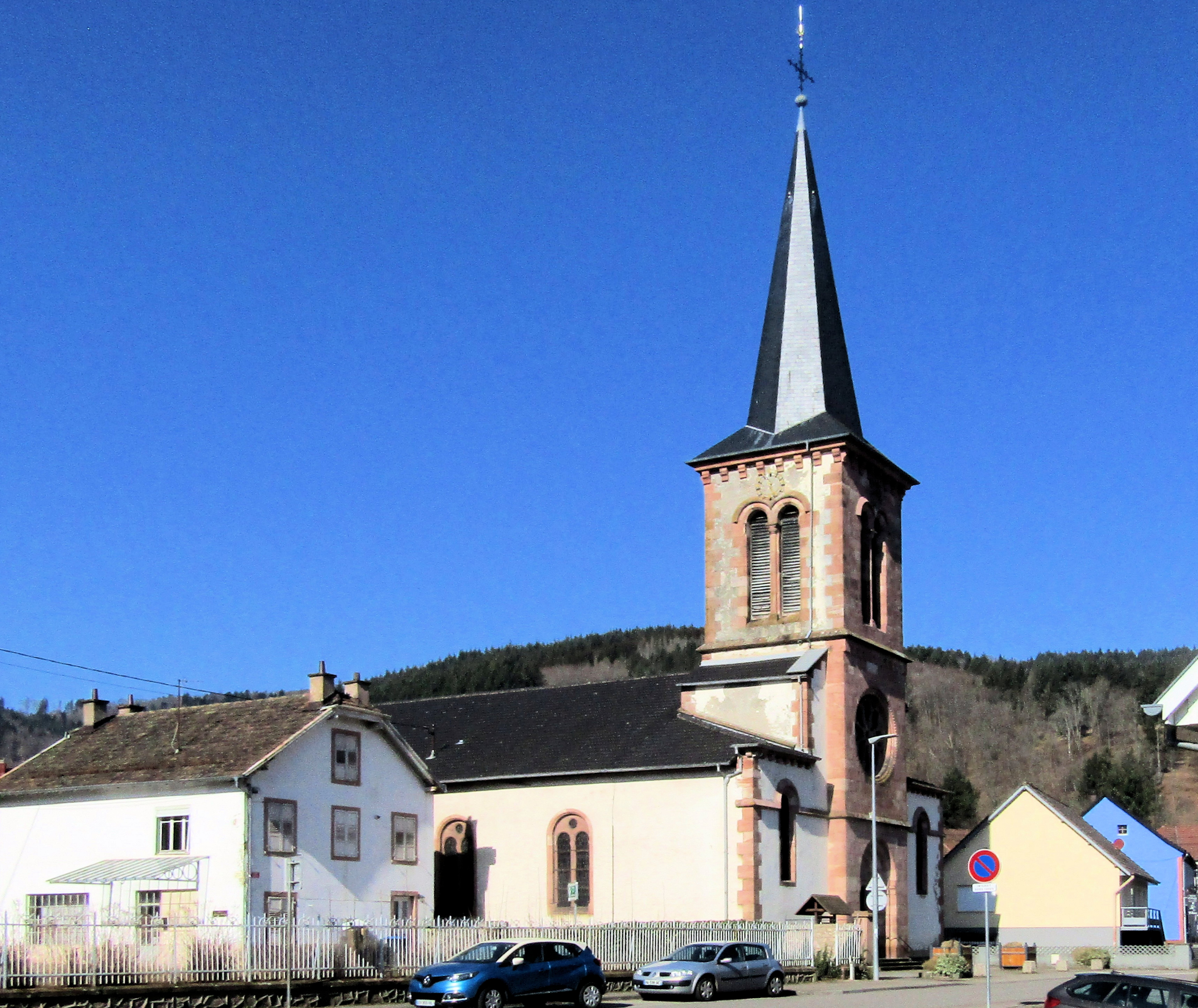
L'eglise Notre-Dame de l'Immaculée Conception.
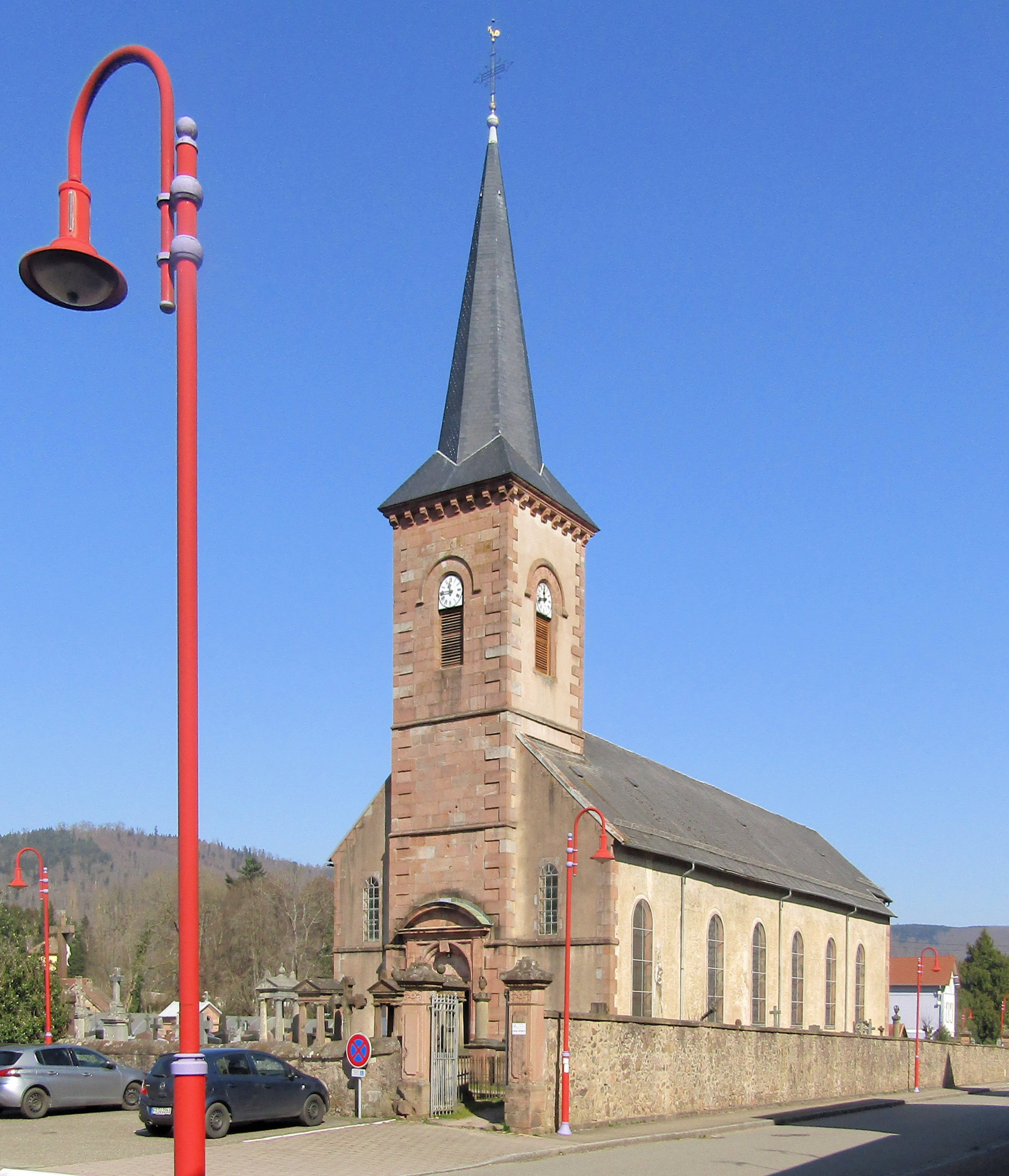
L'église Sainte-Libaire.
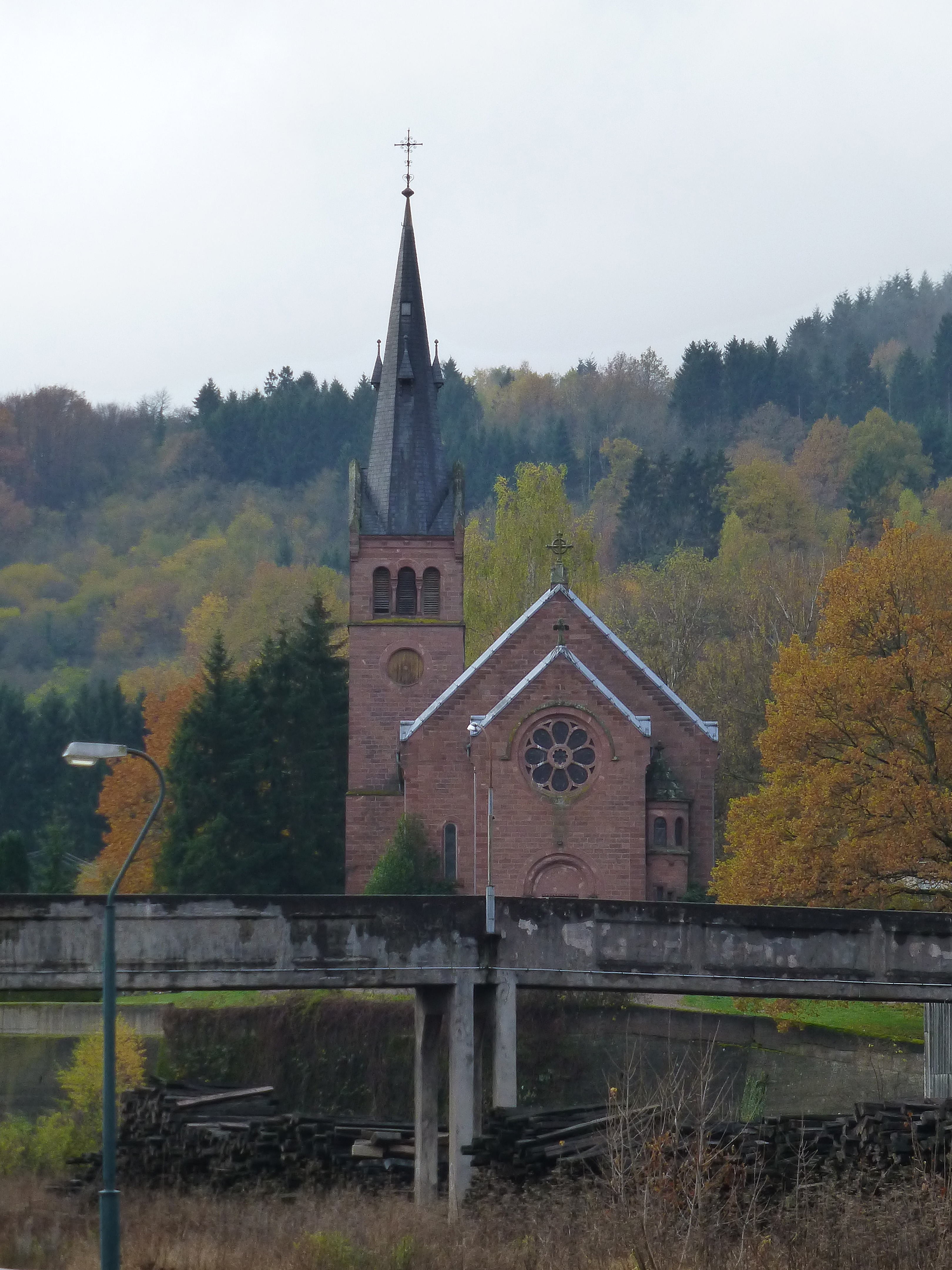
Eglise protestante.
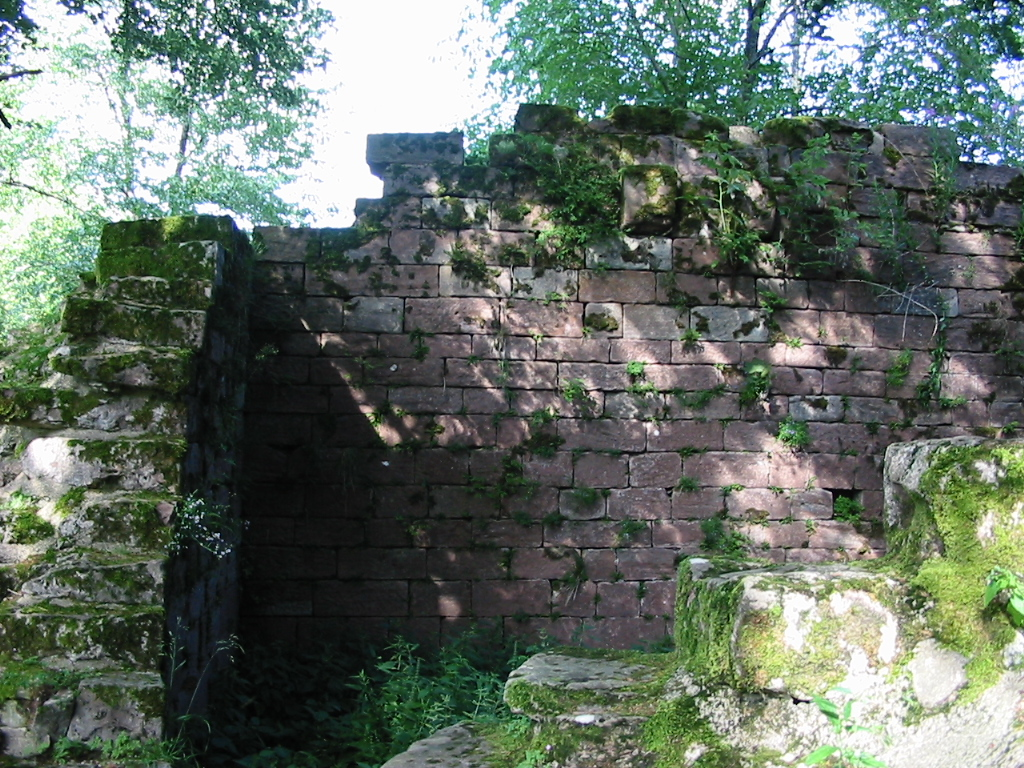
Détail des ruines du château.
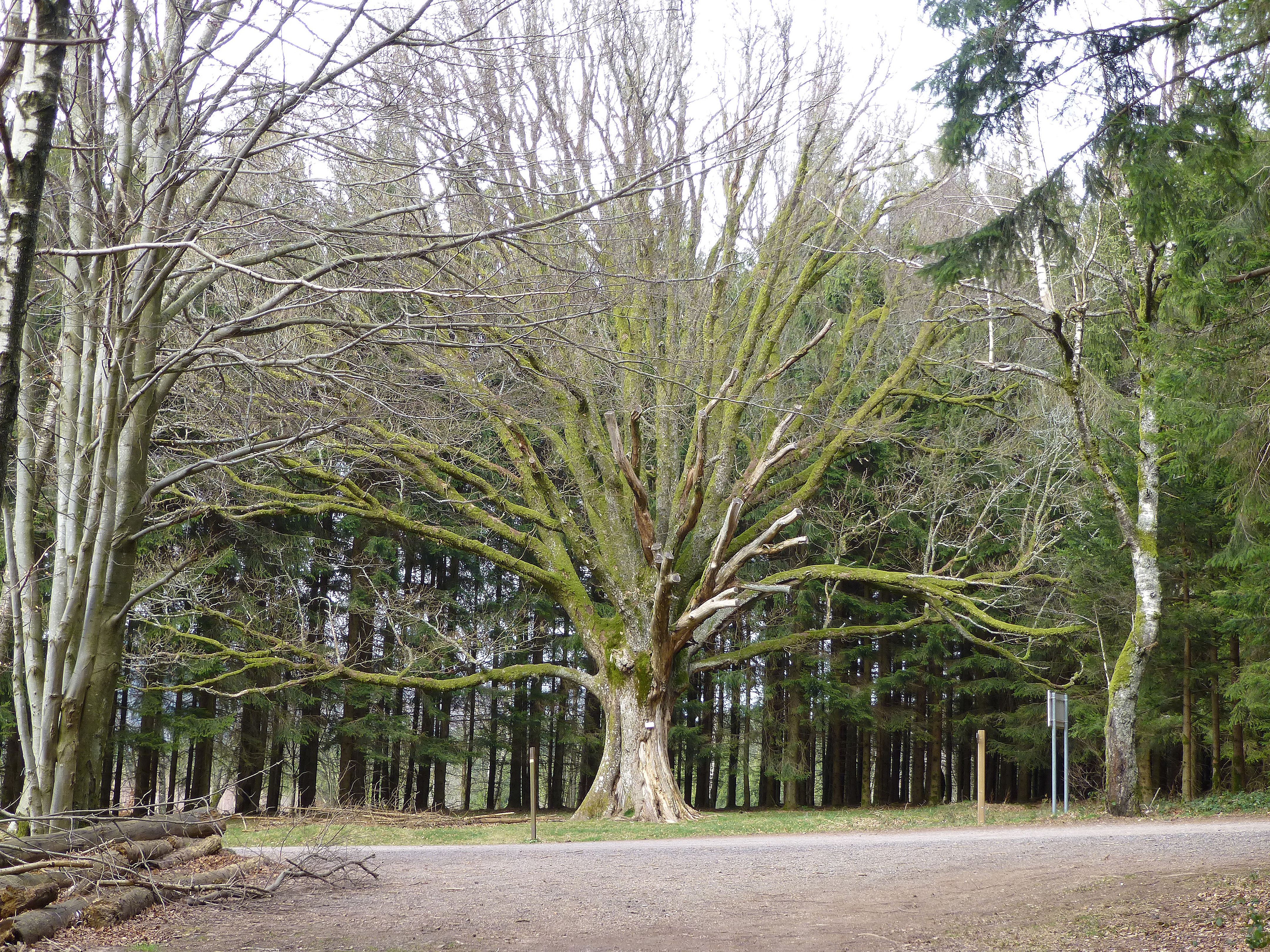
Chêne de Salm[50].
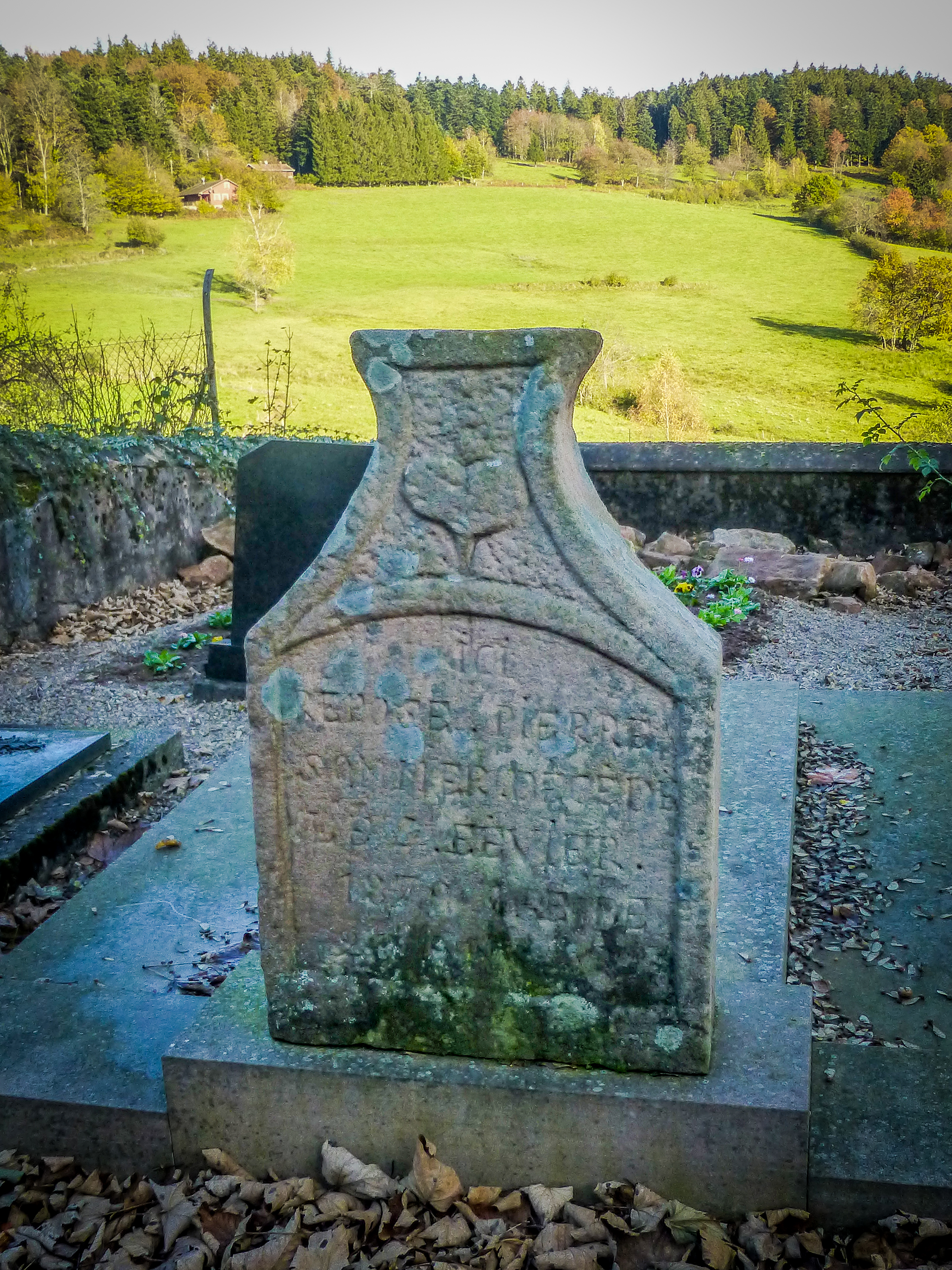
Cimetière mennonite des Quelles.

Cimetières :
- Cimetière de la Claquette[51].
- Cimetière d'Albet[52].
- Cimetière mennonite de Salm[53],[54] et ancienne ferme mennonite[55],[56].
- Cimetière mennonite des Quelles.
- Monument aux morts[57] : Conflits commémorés : Guerres de 1914-1918 - 1939-1945[58].

### Personnalités liées à la commune
- Alain Vigneron, ancien coureur cycliste, est né dans la commune le 1er septembre 1954.
- Paul-Émile Deiber, comédien, sociétaire de la Comédie-Française, est né dans la commune le 1er janvier 1925.
- Gérard Hilpipre, compositeur de musique contemporain, est né dans la commune le 4 juillet 1959.
- Michel Ferry (1904-1997), passeur et résistant pendant la Seconde Guerre mondiale, né au lieu-dit La Claquette.

### Héraldique
| Blason de La Broque | Blason  | De gueules aux deux saumons adossés d'argent accompagnés de quatre croisettes d'or ordonnées 1, 2 et 1. |
| Blason de La Broque | Détails | Les deux saumons sont l'emblème de la famille de Salm, originaire de la vallée de la Salm, un sous-affluent de la Meuse des Ardennes belges. Seules les armoiries des comtes de Salm-en-Vosges comprennent des croisettes. Ce blason est à rapprocher de ceux de Senones, Celles-sur-Plaine, Allarmont et Grandfontaine. |